# Urolitha quintali
Urolitha quintali är en fjärilsart som beskrevs av Holloway 1977. Urolitha quintali ingår i släktet Urolitha och familjen mätare. Inga underarter finns listade i Catalogue of Life.